# Oskar Schade

Oskar Schade

Oskar Schade (* 25. März 1826 in Erfurt; † 30. Dezember 1906 in Königsberg i.Pr.) war ein deutscher Germanist und Hochschullehrer.

## Leben
Als Lehrersohn besuchte er das Gymnasium in Erfurt und ab 1843 das Hennebergische Gymnasium in Schleusingen. An der Friedrichs-Universität Halle begann er Evangelische Theologie und Philologie zu studieren. Dort stiftete er das Corps Normannia Halle. Nach zwei Jahren wechselte er an die  Friedrich-Wilhelms-Universität zu Berlin. Neben den germanischen Sprachen und deutscher Literatur des Mittelalters befasst er sich dort auch mit der  Tatarischen Sprache und  chinesischen Sprachen. 1849 wurde er in Halle promoviert. Von 1850 bis 1854 hielt er sich als freier Schriftsteller in
Belgien, Westdeutschland, Süddeutschland, Österreich und Ungarn auf. Danach kam er nach
Weimar, wo er mit Hoffmann von Fallersleben die Weimarischen Jahrbücher (6 Bände) herausgab. Als Schüler von Jacob Grimm, Wilhelm Grimm und Karl Lachmann habilitierte er sich 1860 in Halle. Die Habilitationsschrift befasste sich mit kleineren althochdeutschen Denkmälern des 9. bis 12. Jahrhunderts. Als Privatdozent las er drei Jahre lang deutsche Sprache und Literatur. Unter seinen Hörern waren Moritz Heyne und Ernst Förstemann. 1863 folgte er dem  Ruf der Albertus-Universität Königsberg auf ihren Lehrstuhl für deutsche Sprache und Literatur. 1886 gründete er das Deutsche Seminar, dessen erster Direktor er wurde. Zu seinen Schülern zählten die Altgermanisten Oskar Erdmann,  Karl Marold und Hermann Baumgart.

## Ehrungen
- Mitglied der Akademie gemeinnütziger Wissenschaften zu Erfurt (1906)

## Werke
- 1854–1857 Gemeinsam mit August Heinrich Hoffmann (genannt) von Fallersleben Herausgeber: Weimarisches Jahrbuch für deutsche Sprache, Literatur und Kunst
- Altdeutsches Lesebuch
- Altdeutsches Wörterbuch. Halle 1866 (Volltext).
- Geistliche Gedichte des 14. und 15. Jahrhunderts vom Niederrhein
- Faust, vom Ursprung bis zur Verklärung durch Goethe. Berlin: Verlag Karl Curtius
- Das Puppenspiel von Dr. Faust
- Die Sage von der heiligen Ursula und den 11000 Jungfrauen: Ein Beitrag zur Sagenforschung
- Satiren und Pasquille aus der Reformationszeit, 1863